# 馬里奧布里塞尼奧伊拉戈里市

馬里奧布里塞尼奧伊拉戈里市（西班牙語：Municipio Mario Briceño Iragorry），是委內瑞拉的一個市，位於該國北部阿拉瓜州，首府設於埃爾利蒙，面積53平方公里，2007年人口103,269，人口密度為每平方公里1,900人。